# قماش محبوب من
قماش محبوب من (فرانسوی: Mon tissu préféré‎) یک فیلم درام به کارگردانی گایا جی‌جی است که در سال ۲۰۱۸ منتشر شد. این فیلم در بخش نوعی نگاه جشنواره فیلم کن ۲۰۱۸ حضور داشت.